# Ернст-Георг Альтнер
Ернст-Георг Альтнер (нім. Ernst-Georg Altner; 4 грудня 1901 — 12 квітня 1945) — один із найстаріших членів СС, бригадефюрер СС і генерал-майор поліції. З 1939 року — начальник кримінальної поліції Плауена і Дортмунда.

## Біографія
Ернст-Георг Альтнер народився 4 грудня 1901 року в місті Вальдхаймі. Був п'ятою дитиною в сім'ї. Вітчим — Фрідріх Ернст Альтнер, мати — Керолайн Вільгельміна (Тейт).
У період з 1908 по 1913 рік навчався в початковій школі. Після цього вступив до гімназії Вальдгайма, яку закінчив в 1917 році. З 1917 по 1919 рік працював добровольцем на машинобудівному заводі, де також вивчав основи механіки. До 1920 року він освоїв спеціальності слюсаря і токаря. Під час «Пивного путчу» був членом так званих «загонів пильності» (нім. Angehöriger Bürgerwehr) в Вальдгаймі і працював інженером-будівельником. У період з 1922 по 1925 рік був членом в організаціях «Вервольф» і «Сталевий шолом». Через деякий час перейшов працювати в будівельну компанію в Галле на посаду техніка, де і пропрацював до 1933 року. На початку січня 1925 одружився з Ельзою Маргаритою Кренкель і того ж року вступив до лав СА, де отримав розподіл до складу 26-о штурмового загону. Крім цього, Альтнер вступив в нацистську партію 10 квітня 1926 року (квиток № 34 339). Був призначений на посаду начальника пропаганди в районах Рохліц-Колдіц, округ Галле-Мерзебург. 10 травня 1929 року вступив у СС (особистий номер 1 421). З 15 листопада 1931 року одержав підвищення і став командувачем 26-штандарта СС «Пауль Берк». 31 січня 1934 був засуджений окружним судом Лейпцига до штрафу в 20 марок і 4 днів арешту на напад на людину. У травні 1938 року обіймав посаду поліцай-президента Плауена. З 1939 року, паралельно, очолював кримінальну поліцію Плауена. У 1940 році був призваний до лав вермахту лейтенантом резерву і командиром роти саперів під час Французької кампанії. Був важко поранений 15 червня 1940 року. Після цього був комісований і відновлений на посаді начальника кримінальної поліції Плауена і Дортмундта.
12 квітня 1945 року тіло Георга Альтнера з простреленою головою знайшли в лісі біля Дортмунда. Причиною смерті, за однією з версій, стало самогубство, а за іншою — навмисне убивство.

## Звання[4]
- Труппфюрер СА (1925)
- Штурмфюрер СА
- Анвертер СС (10 травня 1929)
- Труппфюрер СС (30 квітня 1931)
- Штурмфюрер СС (6 липня 1931)
- Штурмбаннфюрер СС (15 листопада 1931)
- Штандартенфюрер СС (14 грудня 1932)
- Оберфюрер СС (8 листопада 1933)
- Єфрейтор резерву і резервний кандидат в офіцери (31 березня 1935)[5]
- Фельдфебель резерву (1936)[5]
- Лейтенант резерву (1 квітня 1937)[5]
- Обер-лейтенант резерву (15 червня 1940)[5]
- Бригадефюрер СС (1 січня 1942)[5]
- Генерал-майор поліції (18 березня 1942)[5]

## Нагороди[4]
- Золотий партійний знак НСДАП (1934)
- Цивільний знак СС (№ 1 117)
- Почесний кут старих бійців
- Кільце «Мертва голова»
- Почесна шпага рейхсфюрера СС
- Почесний кинджал СС
- Йольський свічник (16 грудня 1935)
- Спортивний знак СА в бронзі (1 грудня 1937)[5]
- Німецький кінний знак в бронзі та сріблі (1 грудня 1937)[5]
- Німецька імперська відзнака за фізичну підготовку в сріблі[5]

### Друга світова війна
- Залізний хрест 2-го класу (1940)
- Нагрудний знак «За поранення» в чорному (1940)
- Хрест Воєнних заслуг
  - 2-го класу з мечами (3 серпня 1942)
  - 1-го класу з мечами (29 січня 1943)
- Медаль «За вислугу років в НСДАП» в бронзі та сріблі (15 років)[5]